# Memoria (relato)
Memoria (en inglés Memory) es un microrrelato fantástico del escritor estadounidense H. P. Lovecraft.

## Elaboración y publicación
Fue escrito en 1919 y publicado en la edición de mayo de 1923 de la revista The National Amateur.

## Temas
Memoria utiliza muchas de las imágenes e ideas comunes de H. P. Lovecraft, como reliquias del pasado profundo y cosas innombrables. Además, su afición por las vastas ruinas monolíticas (una de las favoritas de muchos otros escritores de horror y de Cthulhu) es evidente en la intrincada descripción desplegada en la historia de una página.

## Visión general
Esta historia tiene lugar en el antiguo valle de Nis, en ruinas de piedra cubiertas de vegetación descritas por Lovecraft con gran detalle. Estos desmoronados bloques de piedra monolítica solo sirven ahora para que aniden sapos grises y serpientes. Intercaladas en las ruinas hay grandes árboles que albergan pequeños simios. A través del fondo de este valle corre el gran río rojo viscoso llamado Than.
"Memoria" involucra solo dos personajes: "el Genio que persigue a los rayos de luna" y "el Demonio del Valle". El Genio pregunta al Demonio quién fue el que hace mucho tiempo colocó las piedras que ahora eran la ruina desolada cerca del río Than. El Demonio responde que recuerda el nombre de las criaturas "claramente", pero solo porque su nombre rimaba con el del río: se llamaban Hombre (Man en inglés). También recuerda "vagamente" que se parecían a los pequeños simios que ahora saltan a través de las ruinas. El Genio vuela de regreso a sus rayos de luna y el Demonio se da la vuelta para observar a un simio en contemplación silenciosa.